# 28-й отдельный аэросанный батальон
28-й отдельный аэросанный батальон — воинское подразделение вооружённых сил СССР в Великой Отечественной войне, имевший на вооружении аэросани НКЛ-16. За время войны существовало два формирования батальона.

## 1-е формирование
Батальон сформирован осенью 1941 года.
В составе действующей армии с 28.02.1942 по 14.04.1942.
Транспортный батальон, на вооружении батальона состояли аэросани НКЛ-16.
Вёл оборону на Свирском оборонительном рубеже
В мае 1942 года расформирован.

### Подчинение
| Дата            | Фронт (округ) | Армия               | Корпус | Дивизия | Бригада | Примечания |
| --------------- | ------------- | ------------------- | ------ | ------- | ------- | ---------- |
| 01.03.1942 года | -             | 7-я отдельная армия | -      | -       | -       | -          |
| 01.04.1942 года | -             | 7-я отдельная армия | -      | -       | -       | -          |

## 2-е формирование
Батальон сформирован  осенью 1942 года в Соликамске на основании директивы № 731087 заместителя наркома обороны генерал-полковника Щаденко Е. А..
В составе действующей армии с 10.11.1942 по 05.05.1944.
Транспортный батальон, на вооружении батальона состояли аэросани НКЛ-16.
Находился в распоряжении Карельского фронта, затем последовательно 32-й и 26-й армий.
05.05.1944 расформирован.

### Подчинение
| Дата            | Фронт (округ)           | Армия      | Корпус | Дивизия | Бригада | Примечания |
| --------------- | ----------------------- | ---------- | ------ | ------- | ------- | ---------- |
| 01.11.1942 года | Уральский военный округ | -          | -      | -       | -       | -          |
| 01.12.1942 года | Карельский фронт        | -          | -      | -       | -       | -          |
| 01.01.1943 года | Карельский фронт        | -          | -      | -       | -       | -          |
| 01.02.1943 года | Карельский фронт        | -          | -      | -       | -       | -          |
| 01.03.1943 года | Карельский фронт        | -          | -      | -       | -       | -          |
| 01.04.1943 года | Карельский фронт        | -          | -      | -       | -       | -          |
| 01.05.1943 года | Карельский фронт        | -          | -      | -       | -       | -          |
| 01.06.1943 года | Карельский фронт        | -          | -      | -       | -       | -          |
| 01.07.1943 года | Карельский фронт        | -          | -      | -       | -       | -          |
| 01.08.1943 года | Карельский фронт        | -          | -      | -       | -       | -          |
| 01.09.1943 года | Карельский фронт        | -          | -      | -       | -       | -          |
| 01.10.1943 года | Карельский фронт        | -          | -      | -       | -       | -          |
| 01.11.1943 года | Карельский фронт        | -          | -      | -       | -       | -          |
| 01.12.1943 года | Карельский фронт        | -          | -      | -       | -       | -          |
| 01.01.1944 года | Карельский фронт        | 32-я армия | -      | -       | -       | -          |
| 01.02.1944 года | Карельский фронт        | 32-я армия | -      | -       | -       | -          |
| 01.03.1944 года | Карельский фронт        | 32-я армия | -      | -       | -       | -          |
| 01.04.1944 года | Карельский фронт        | 26-я армия | -      | -       | -       | -          |
| 01.05.1944 года | Карельский фронт        | 26-я армия | -      | -       | -       | -          |

## Состав
- В батальоне три аэросанные роты, в каждой по три взвода, в каждом из взводов по три машины.